# PJ Funnybunny: A Very Cool Easter
PJ Funnybunny: A Very Cool Easter es una película animada producida por Starz, Anchor Bay y Animation Cottage, y dirigida por Marija Miletic-Dail, originalmente lanzada en la televisión el 12 de abril de 1996.

## Sinopsis
Es la semana antes de Pascua, sigue siendo exterior frío del invierno y la familia de PJ no puede parecerse conseguir en la spirita de Pascua. La mamá y el papá de PJ están feliz sobre otras cosas - como la pequeña Funnybunny nueva pronto esperado para ensamblar a su familia.
Cuando PJ alteran a ego, “PJ estupendo”, decide a tomar cosas en sus propias manos, él planea un partido de Pascua y una caza increíbles del huevo de Pascua. A pesar del hielo, la nieve y la comadreja Bros. procure foil sus esfuerzos, PJ estupendo se determina de celebrar Pascua.
Todo no se pierde cuando el Funnybunny nuevo llega el día de Pascua, junto con el sol y las promesas florecientes de la primavera.

## Reparto

### Reparto Original
|                  | Personaje                                                                        |
| ---------------- | -------------------------------------------------------------------------------- |
| Jason Barnhill   | PJ Funnybunny                                                                    |
| Nancy Cartwright | Wally Funnybunny, Polly Funnybunny, Lily Funnybunny, Heidi Funnybunny, Potts Pig |
| Chris Cavanaugh  | Ritchie Raccoon, Otras voces                                                     |
| Katie Leigh      | Buzz Beaver                                                                      |
| Townsend Coleman | Spike Funnybunny                                                                 |
| Rob Paulsen      | Moe Weasel                                                                       |
| Hal Rayle        | Murray Weasel, Mr. Funnybunny                                                    |
| Russi Taylor     | Honey Bunny Funnybunny                                                           |
| B.J. Ward        | Mrs. Funnybunny                                                                  |

### Reparto - Hispanoamérica
Realizado en Los Ángeles, California
|                        | Personaje                                           |
| ---------------------- | --------------------------------------------------- |
| Gabriel Jiménez        | PJ Funnybunny                                       |
| Laura Bustamante       | Wally Funnybunny, Polly Funnybunny, Lily Funnybunny |
| Patricia Pontón        | Heidi Funnybunny                                    |
| Angelines Santana      | Cochonito Potts                                     |
| Gladys Parra           | Mapache Ritchie                                     |
| Ivette González        | Castor Buzz                                         |
| Jorge Roig             | Spike Funnybunny                                    |
| Javier Pontón          | Comadreja Moe                                       |
| Juan Alfonso Carralero | Comadreja Murray                                    |
| Víctor Mares           | Sr. Funnybunny                                      |
| Rocío Robledo          | Conejita de Miel Funnybunny                         |
| Amparo Logreyra        | Sra. Funnybunny                                     |

### Reparto - España
|                      | Personaje                         |
| -------------------- | --------------------------------- |
| Tina Ayuso           | PJ Funnybunny                     |
| Bélen Rodríguez      | Wally Funnybunny                  |
| Elena Palacios       | Polly Funnybunny, Lily Funnybunny |
| Marisa Marco         | Heidi Funnybunny                  |
| Henar Pérez          | Cochonito Potts                   |
| Beatriz Berciano     | Mapache Ritchie                   |
| Sara Vivas           | Castor Buzz                       |
| Javier Pontón        | Spike Funnybunny                  |
| Rafael Calvo Revilla | Comadreja Moe                     |
| Javier Dotú          | Comadreja Murray                  |
| Carlos Revilla       | Sr. Funnybunny                    |

- Datos: Q6055382